# Porțile orașului (Chișinău)

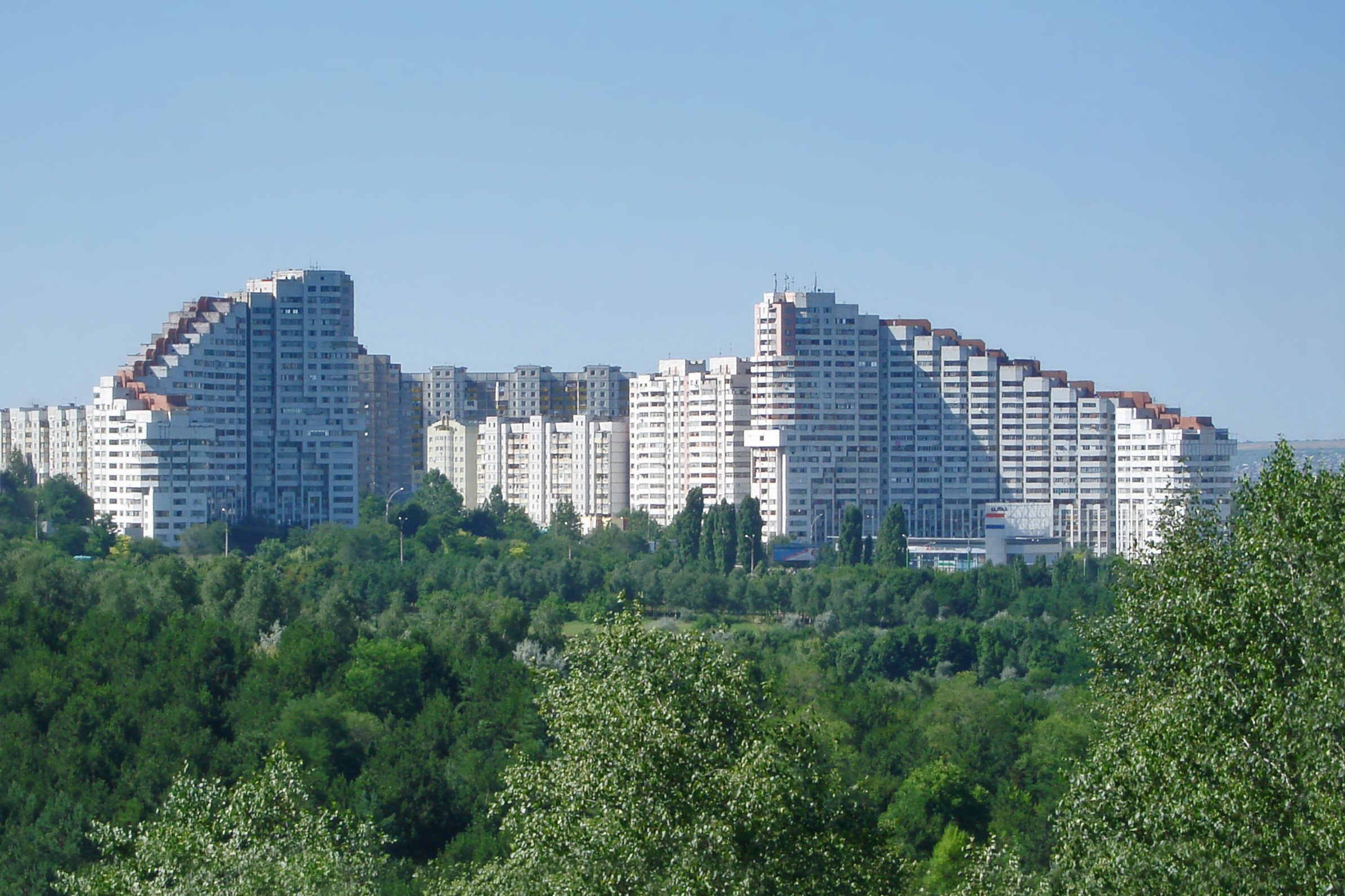
Vedere generală din profil

„Porțile” orașului Chișinău sunt un ansamblu de clădiri cu mai multe etaje de pe Bulevardul Dacia, amplasat la intrarea sudică în orașul Chișinău, capitala Republicii Moldova, dinspre Aeroport.

## Istoric
La sfârșitul anilor 1970 - începutul anilor 1980, la intrarea în municipiul Chișinău, dinspre Aeroportul Internațional Chișinău, pe Bulevardul Dacia (în sectorul Botanica), a fost construit un ansamblu de blocuri de beton armat, cel mai mare avind 24 etaje și o înălțime de circa 70 metri. Planurile construcției au fost realizate de către arhitecții Iulia Skvorțova, A. Markovici și Anatol Spasov, după o idee a arhitectului Iuri Tumanean.
În stânga porților se află Grădina Zoologică, iar în dreapta – Grădina Botanică.

## Galerie foto

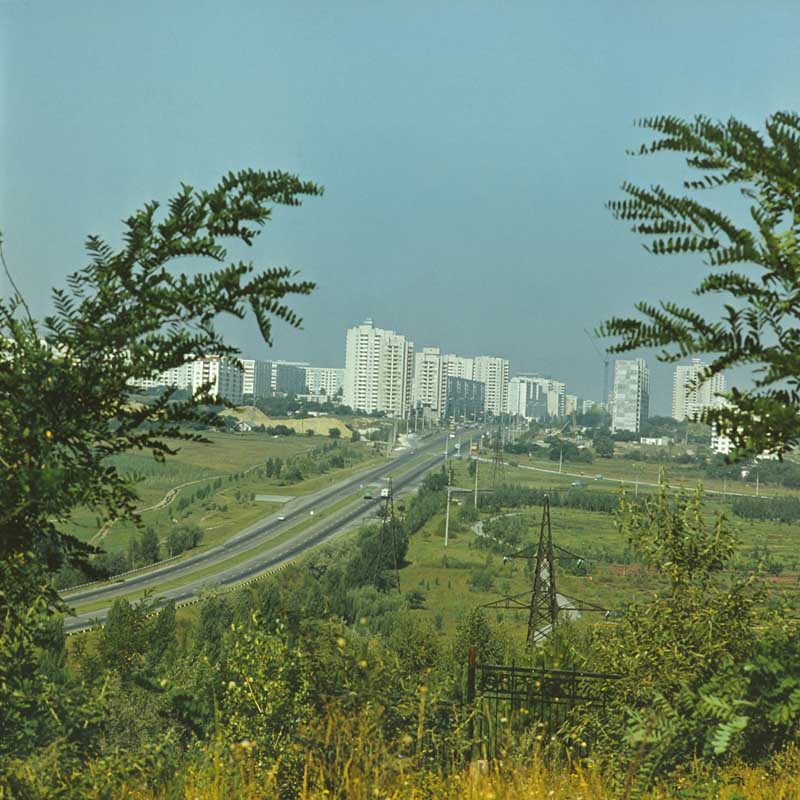
Șantier în 1980
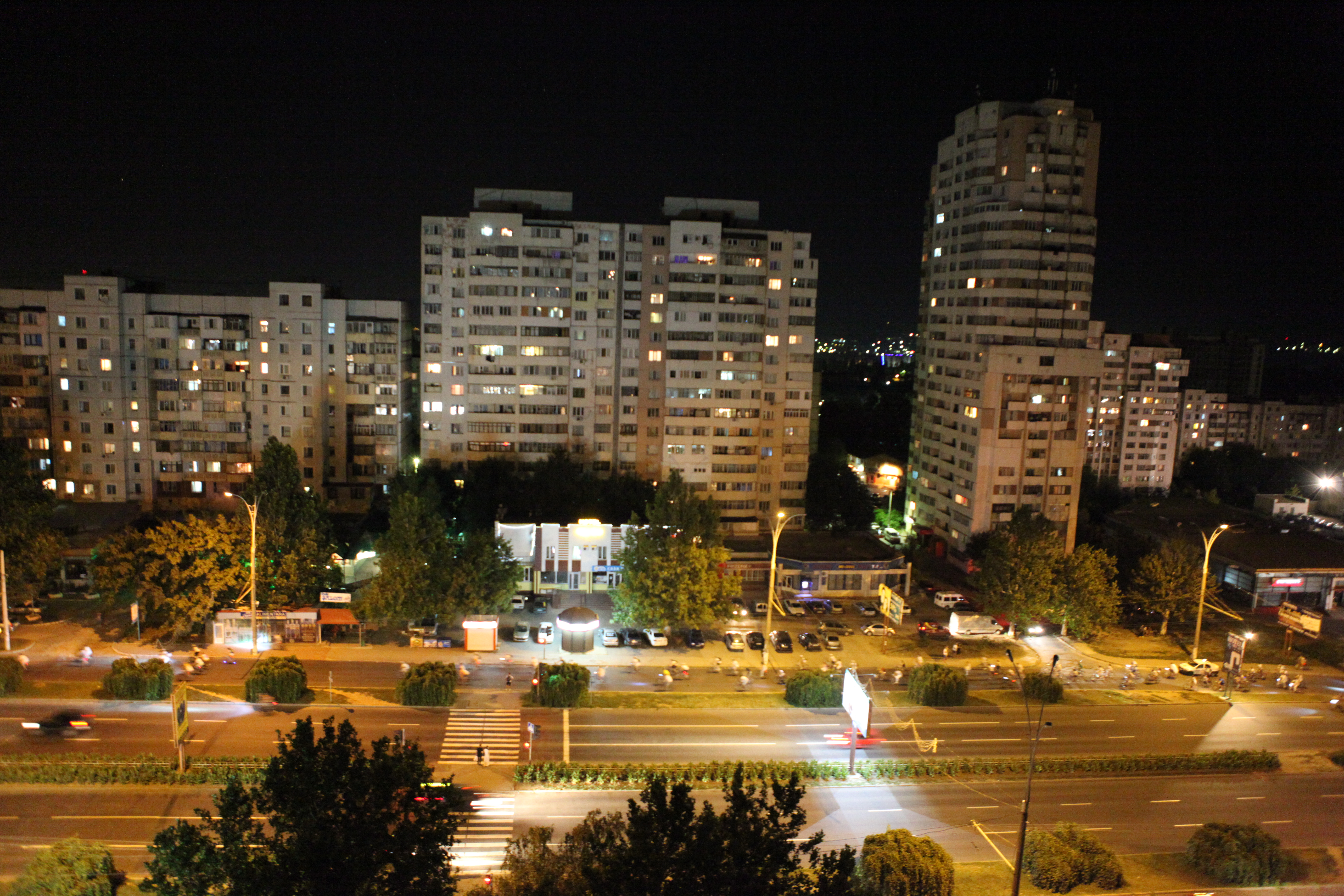
Unul din blocuri, în dreapta imaginii
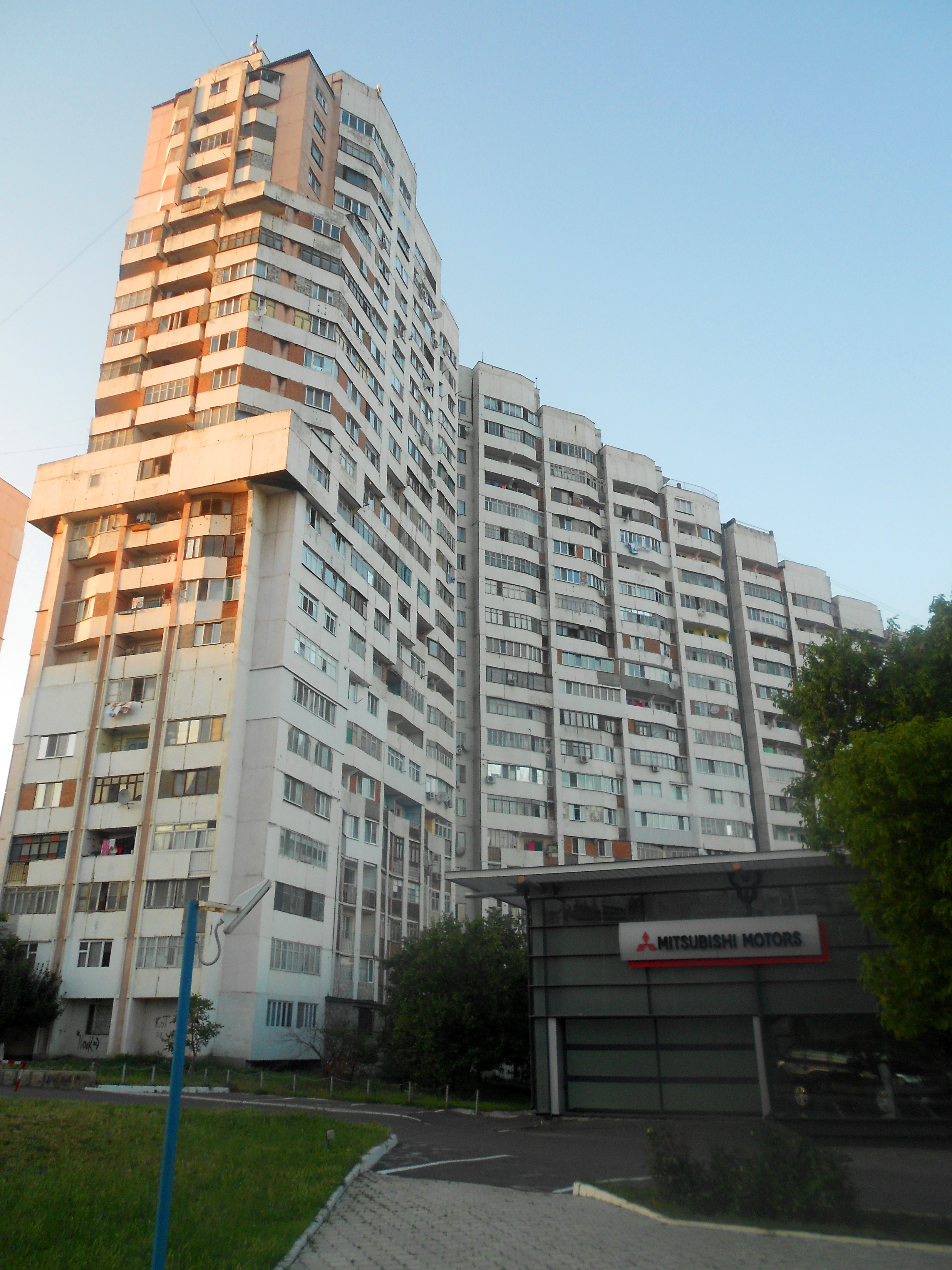
Din profil
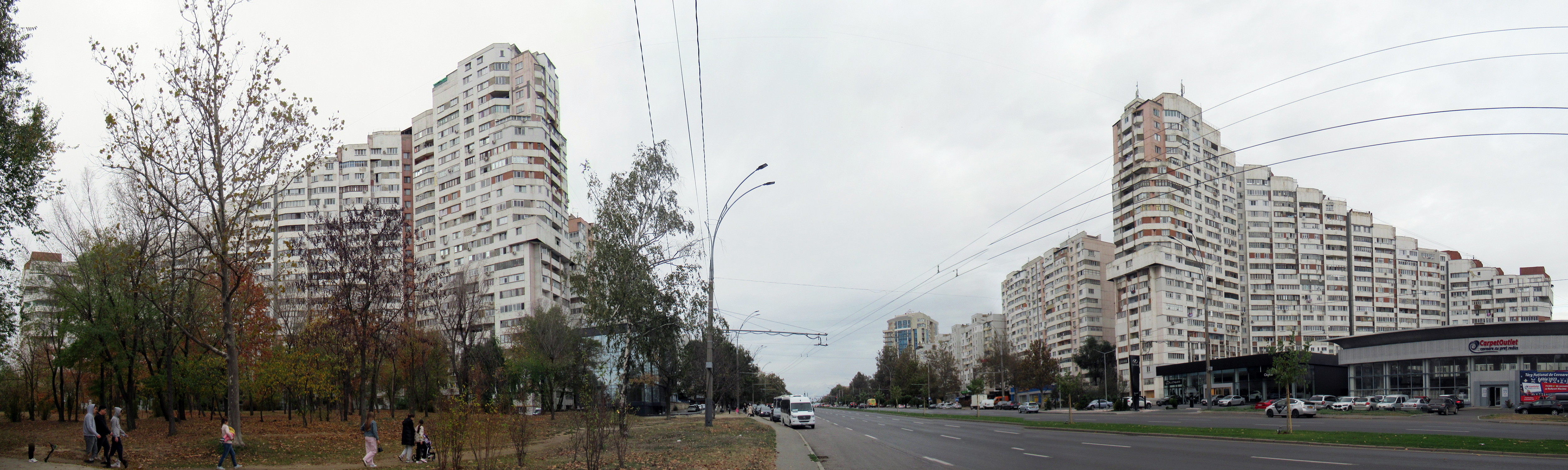
Vedere de pe bulevardul Dacia, din direcția Aeroportului
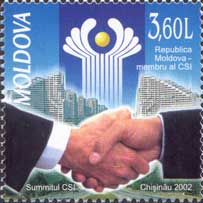
Timbru poștal din 2002
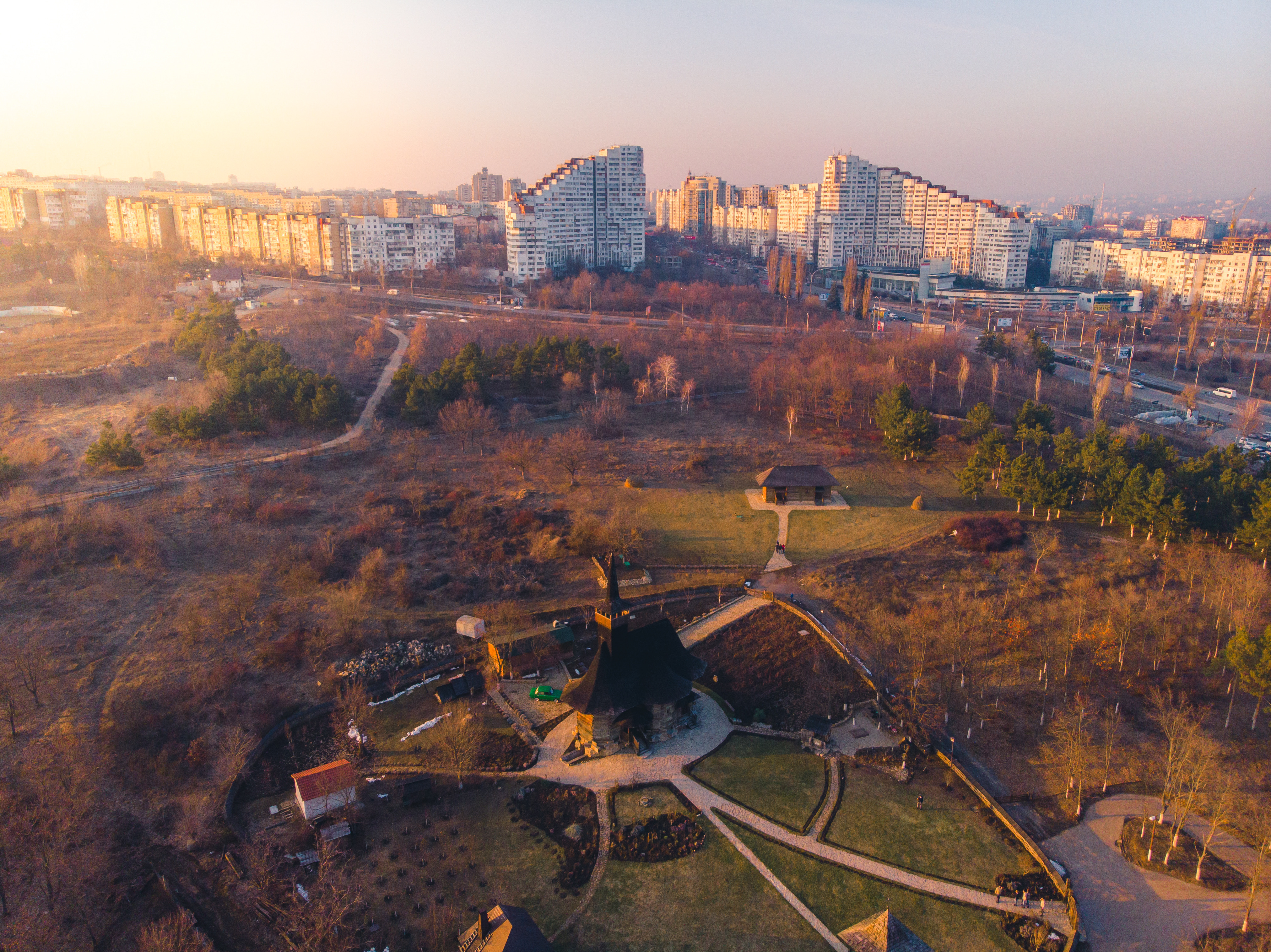
Vedere a porților dinspre Muzeul satului